# Kate Miller
Kate Miller (Ottawa, 27 de mayo de 2005) es una deportista canadiense que compite en saltos de plataforma. En los Juegos Panamericanos de 2023 obtuvo una medalla de plata en la prueba de plataforma 10 m sincro.

## Palmarés internacional
| Juegos Panamericanos | Juegos Panamericanos | Juegos Panamericanos | Juegos Panamericanos   |
| Año                  | Lugar                | Medalla              | Prueba                 |
| -------------------- | -------------------- | -------------------- | ---------------------- |
| 2023                 | Santiago (Chile)     | Medalla de plata     | Plataforma 10 m sincro |